# Ніжинський провулок (Київ)
Ні́жинський прову́лок — зниклий провулок, що існував у Жовтневому, нині Солом'янському районі міста Києва, місцевість Караваєві дачі. Пролягав від Борщагівської вулиці до Дністровського провулку.

## Історія
Виник у середині XX століття під назвою Нова вулиця. Назву Ніжинський провулок набув 1955 року.
Ліквідований разом із навколишньою малоповерховою забудовою 1978 року.